# Дети-готы 3: Рассвет позёров
«Дети-Готы 3: Рассвет позёров» (англ. Goth Kids 3: Dawn of the Posers) — четвёртая серия семнадцатого сезона «Южного Парка». Эпизод вышел 23 октября 2013 года в США.

## Сюжет
Родители Генриетты Биггл обеспокоены поведением своей дочери, считая что она эмо, и отправляют её на две недели в лагерь для трудных подростков. Майкл, Фиркли и Пит обеспокоены возможными последствиями такого «лечения», и пожаловались в службу защиты детей на то, что родители Генриетты назвали её «эмо». Через две недели Генриетта вернулась, шокировав друзей своей новой внешностью и прочей эмо-атрибутикой. Майкл попытался поговорить с Генриеттой, узнать почему она стала эмо, указав, что она слушает Sunny Day Real Estate, однако Генриетта всё отрицала. Но позже внезапно она созналась, сказав что скоро весь мир превратится в эмо, и, изменив голос, добавила, что никому не удастся их остановить.
Майкл в ужасе покидает дом Генриетты и звонит Питу, чтобы собрать оставшуюся троицу в кафе, после чего бежит домой. Однако дома Майкла встречают родители, которые также решили отправить его в тот же лагерь. Майкл попытался сопротивляться, однако отец силой усадил его в машину, после чего они уехали. Пит и Фиркли, оставшись вдвоём, решились на отчаянный шаг — объединиться с вампирами, потому что только они не хуже готов понимают, кто такие эмо. Майк, лидер вампиров, соглашается на сотрудничество с готами (несмотря на то, что они в своё время избили его и сожгли их магазин), поскольку тоже считает эмо угрозой. Договорившись, вампиры с готами отправляются к дому Генриетты, чтобы проследить за ней. В это время она со своими новыми друзьями из эмо-тусовки резала вены и рассуждала о смерти. Родители Генриетты посчитали, что ей гораздо лучше, поскольку она перестала оскорблять мать, «и даже извинилась».
Майк, увидев, во что превратилась Генриетта, решает вызвать дух Эдгара Алана По, поскольку считают его «крёстным отцом смерти, боли и отчаяния». Эдгар соглашается помочь, и они вместе отправляются в лагерь. В это время Майкл, привязанный к стулу, пришёл в себя, и увидел, что находится в оранжерее среди фикусов. Садовник, Гарольд Фланиган, разговаривает с цветами, которые в ответ дрожат. Он пояснил, что работает на них, помогает вселиться эмо в человеческие тела, потому что они пообещали ему домик у озера и стейки. После этого Гарольд ставит дрожащий фикус возле Майкла, и он начинает биться в судорогах. Но готы с вампирами успевают на помощь, и опрокидывают цветок. Однако Фиркли внезапно достал пистолет, после чего садовник поблагодарил его от лица всех эмо. Оказалось что он планировал заманить их в лагерь, после чего их всех превратили бы в эмо. Внезапно Пит вспомнил, что Эдгар По куда-то пропал. Майк пояснил, что на него нахлынули депрессивные мысли и он ушёл пить кофе. Пит позвал Эдгара По, и тот вернулся в лагерь, после чего выстрелил в «Короля эмо» — самый большой фикус. Однако Эдгар заметил в горшке бирку с ценником из магазина «Всё для сада». Цветы оказались простыми фикусами в дрожащих горшках. Внезапно непонятный голос начал спрашивать садовника Гарольда Фланигана «- Тебе страшно?», и он признался, что напуган. И тут из-за рядов с горшками начали выходить люди с камерами и микрофонами. Оказалось, что это была съёмка развлекательного шоу со скрытой камерой «Да, мне страшно!», подстроенная женой садовника, Сарой Фланиган. Ведущий телешоу искренне удивился, что садовник ничего не заподозрил, даже когда растения приказали ему превращать готов и вампиров в эмо, хотя «они все одно и то же».
Майкл с Питом вернулись домой к Генриетте, и рассказали ей обо всём, что видели, и что она сама сделала себя такой. Генриетта сначала не поверила, но, поняв что всё это правда, схватилась за голову со словами «Господи, какое позорище!». Но тут Пит быстро поправил Майкла, сказав, что они нашли логово эмо-фикусов и сожгли их лидера. Генриетта изобразила трансформацию, и с радостью объявила друзьям о своём возвращении. Всё закончилось тем, что мать позвала Генриетту на ужин, но снова услышала в свой адрес кучу ругани, и в ответ обозвала дочь «жирухой».

## Факты
- Эпизод планировался к выпуску 16 октября 2013 года, но, в связи с отключением электроэнергии на студии, выход серии был перенесён на неделю;[2]
- Специально для серии были изменены начальные титры: главных героев заменили готы, и текст песни стал соответствующим;
- В этом эпизоде герои «классической» четвёрки появились на одну секунду, играя в спортзале в баскетбол;
- Мать гота Майкла — азиатка. Хотя в одной из серий он сказал, что его родители в разводе, поэтому возможно это новая сожительница его отца;
- Готы считают себя нонконформистами, однако как минимум у троих из них весьма популярный и модный телефон — Apple iPhone;
- Также герои серии периодически обвиняют друг друга в позёрстве, то есть излишнем пафосе и неумелом подражании известным штампам субкультур, хотя по ходу серии выясняется, что позёрство позволяют себе все: и готы, и вампиры, и эмо, и Эдгар Алан По;
- Пит, как и Генриетта, умеет управлять автомобилем;
- Это второй эпизод, где Фиркли появляется с оружием. В прошлый раз он появился со складным ножиком в эпизоде 1411 (Енот 2: Послевидение);
- Растения-эмо, вселяющиеся в человеческие тела, возможно являются отсылкой к фильму 1956 года «Вторжение похитителей тел».
- Упоминаемые готами события, когда они сожгли магазин вампиров и избили их лидера, произошли в эпизоде «Ненаказуемый».
- Чернокожий член братства вампиров также является членом NAMBLA из серии «Картман вступает в NAMBLA».
- На фотографиях в доме Генриетты нет ни одной фотографии с её младшим братом.